# Гайянский ревун
Гайянский ревун (лат. Alouatta macconnelli) — примат из семейства паукообразных обезьян.

## Классификация
Ранее считался подвидом рыжего ревуна, однако позже был выделен в отдельный вид. Форма, встречающаяся на острове Тринидад (A. insulanus) ранее также считалась подвидом рыжего ревуна, однако позже выяснилось, что это младший синоним Alouatta macconnelli.

## Распространение
Представители вида встречаются повсеместно на Гвианском нагорье, к северу от Амазонки, востоку от Риу-Негру и югу от Ориноко. Ареал возможно простирается и к югу от Амазонки, между реками Тапажос и Мадейра.

## Статус популяции
Плотность популяции оценивается от 4,7 до 63,8 особей на км² (в среднем 17). Международный союз охраны природы присвоил этому виду охранный статус «Вне опасности». Вид распространён в нескольких охраняемых зонах, существенных угроз популяции не выявлено.